# Gurye-gun
Gurye-gun (hangul 구례군, hanja 求禮郡) är en landskommun (gun)   i den sydkoreanska provinsen Södra Jeolla. Vid slutet av 2020 hade kommunen 25 925 invånare. Dess administrativa huvudort är Gurye-eup.
Kommunen består av en köping (eup) och sju socknar (myeon):
Ganjeon-myeon,
Gurye-eup,
Gwangui-myeon,
Masan-myeon,
Muncheok-myeon,
Sandong-myeon,
Toji-myeon och
Yongbang-myeon.